# Lunsar
Lunsar ist eine Stadt in Sierra Leone. Sie liegt im Chiefdom Marampa im Distrikt Port Loko in der Provinz North West.
Die Stadt wird mehrheitlich von Temne bewohnt. Wegen ihrer Bedeutung sind allerdings auch zahlreiche Angehörige anderer Volksgruppen zugewandert. Die Bevölkerung wuchs von 12.132 Personen 1963 auf 16.723 im Jahre 1974 an. Durch die Schließung der Minen trat danach eine Stagnation ein. 1985 wurden 16.073 Menschen gezählt, 2004 16.567 Einwohner.
Lunsar liegt an der Straße von der Landeshauptstadt Freetown nach Makeni. Wirtschaftlich bedeutend war früher der Eisenerzabbau im sechs Kilometer östlich gelegenen Marampa.
Heute ist der Ort Markt- und Umschlagplatz für Reis, Palmöl und Palmkerne.
In der Stadt gibt es ein privat (römisch-katholisch) geführtes Krankenhaus.

## Stadtname
Der Name der Stadt geht auf den Fund von Erz zurück. Zunächst nannten die Temne den Ort Ro-Sar (in Temne), was so viel wie „der Ort an dem Steine gefunden werden“ bedeutet. Daraus entwickelte sich später der heutige Stadtname.